# هوت سبرينغز (وايومنغ)
مقاطعة هوت سبرينغز (بالإنجليزية: Hot Springs County) هي إحدى مقاطعات ولاية وايومنغ في الولايات المتحدة الأمريكية.